# Rogue de colin

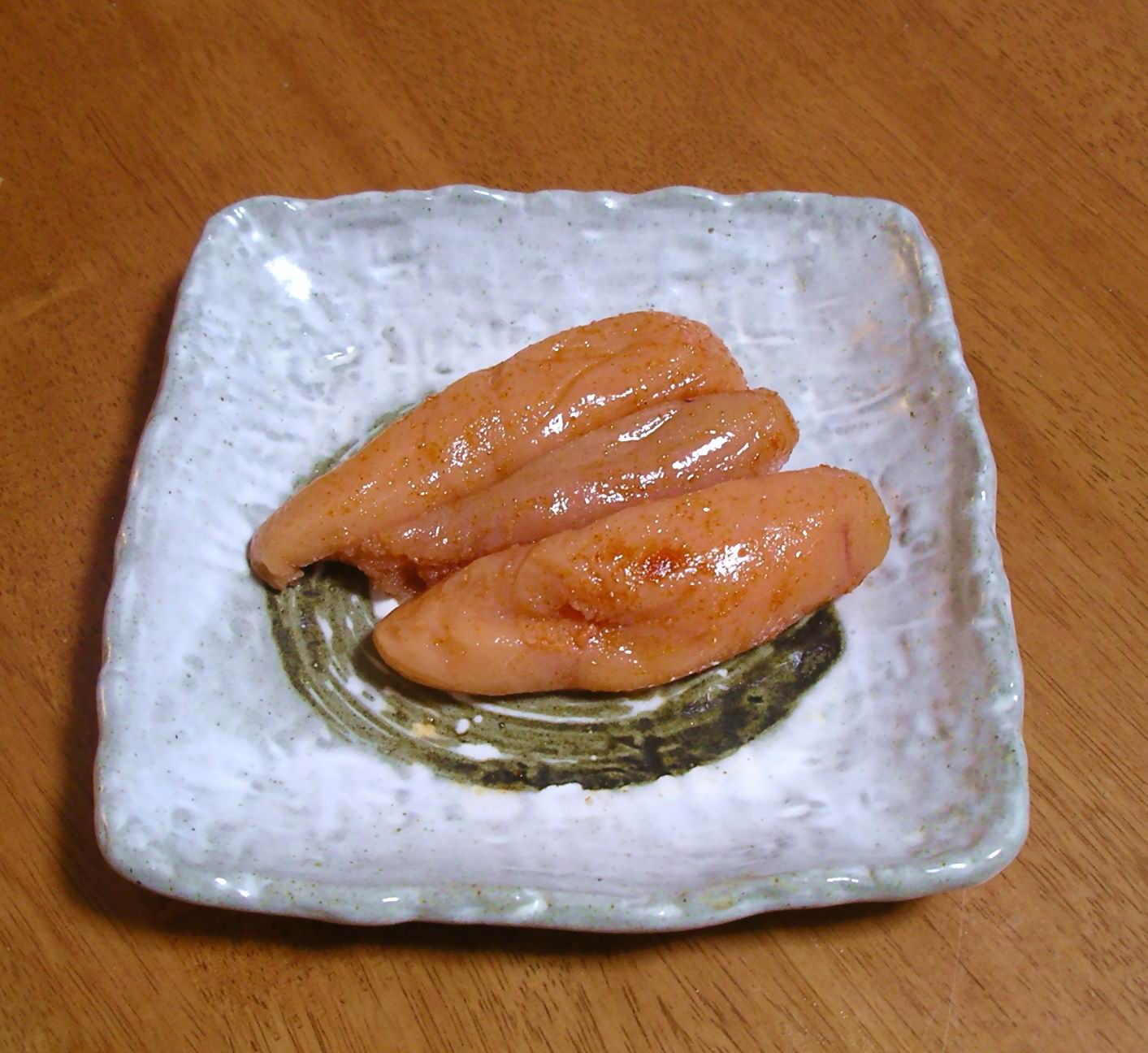
Mentaiko

La rogue de colin, en coréen : myeongnan (명란), est la rogue de colin d'Alaska. La rogue salée, en coréen : myeongnanjeot (coréen : 명란젓), en japonais : mentaiko (明太子), est un ingrédient des cuisines coréenne et japonaise.

## Étymologie
Le nom japonais de ce mets provient du mot désignant le colin d'Alaska (明太, mentai) en coréen (명태 myeongtae), et du mot japonais pour enfant (子, ko).

## Histoire
Le mentaiko est un dérivé du myeongran (en) jeot (en) (명란젓) de la cuisine coréenne et a été introduit au Japon après la guerre russo-japonaise. Dans les années 1950, Toshio Kawahara (川原 俊夫, Kawahara Toshio), un Japonais né à Busan, a adapté le mentaiko au goût japonais, à Fukuoka. Les versions japonaises et coréennes diffèrent par leurs assaisonnements.

## Utilisation
Il existe un grand nombre de variétés de mentaiko qui diffèrent par leur couleur et leur goût. On peut trouver du mentaiko en vente dans les aéroports et les grandes stations de train. On le consomme habituellement avec des onigiri, et ce mets est également apprécié avec du saké. Une des variétés les plus connues est le mentaiko épicé (辛子明太子, karashi mentaiko).
Le mentaiko japonais a été élu meilleur accompagnement dans l'hebdomadaire japonais Shūkan Bunshun.